# Canadian Soccer League 1992
La Canadian Soccer League 1992 (CSL) fue la sexta y última edición de la máxima división del fútbol en Canadá. Winnipeg Fury obtuvo su primer título luego de superar en la serie de dos partidos a los Vancouver 86ers.

## Equipos participantes
- London Lasers (Retorno a la liga)
- Montreal Supra
- North York Rockets
- Toronto Blizzard
- Vancouver 86ers
- Winnipeg Fury

### Equipos retirados
- Hamilton Steelers (Cierre de operaciones)
- Kitchener Kickers (Cierre de operaciones)
- Nova Scotia Clippers (Cierre de operaciones)

## Tabla de posiciones
|  | Pos. | Equipos            | PJ | G  | E | P  | GF | GC | Dif. | Pts. |
|  | ---- | ------------------ | -- | -- | - | -- | -- | -- | ---- | ---- |
|  | 1    | Vancouver 86ers    | 20 | 11 | 3 | 6  | 42 | 28 | +14  | 36   |
|  | 2    | North York Rockets | 20 | 8  | 6 | 6  | 25 | 20 | +5   | 30   |
|  | 3    | Winnipeg Fury      | 20 | 8  | 1 | 11 | 27 | 43 | -16  | 25   |
|  | 4    | Montreal Supra     | 20 | 6  | 7 | 7  | 29 | 24 | +5   | 25   |
|  | 5    | London Lasers      | 20 | 6  | 7 | 7  | 25 | 32 | -7   | 22   |
|  | 6    | Toronto Blizzard   | 20 | 6  | 6 | 8  | 28 | 29 | -1   | 21   |

|  | Fase final |

## Fase final
|  | Semifinales        | Semifinales        | Semifinales   | Semifinales   |   |                 | Final           | Final | Final | Final |  |
|  |                    |                    |               |               |   |                 |                 |       |       |       |  |
|  |                    |                    |               |               |   |                 |                 |       |       |       |  |
|  | Vancouver 86ers    | Vancouver 86ers    | 1             | 1             |   |                 |                 |       |       |       |  |
|  | Vancouver 86ers    | Vancouver 86ers    | 1             | 1             |   |                 |                 |       |       |       |  |
|  | Montreal Supra     | Montreal Supra     | 1             | 0             |   |                 |                 |       |       |       |  |
|  | Montreal Supra     | Montreal Supra     | 1             | 0             |   | Vancouver 86ers | Vancouver 86ers | 0     | 1     |       |  |
|  |                    |                    |               |               |   | Vancouver 86ers | Vancouver 86ers | 0     | 1     |       |  |
|  |                    |                    | Winnipeg Fury | Winnipeg Fury | 2 | 1               |                 |       |       |       |  |
|  | North York Rockets | North York Rockets | Winnipeg Fury | Winnipeg Fury | 2 | 1               | 1               | 0     |       |       |  |
|  | North York Rockets | North York Rockets |               |               |   |                 | 1               | 0     |       |       |  |
|  | Winnipeg Fury      | Winnipeg Fury      | 1             | 4             |   |                 |                 |       |       |       |  |
|  | Winnipeg Fury      | Winnipeg Fury      | 1             | 4             |   |                 |                 |       |       |       |  |
|  |                    |                    |               |               |   |                 |                 |       |       |       |  |

| Bandera de Canadá               |
| Campeón Winnipeg Fury 1° título |

## Goleadores
| Jugador        | Equipo             | Goles |
| -------------- | ------------------ | ----- |
| Eddy Berdusco  | North York Rockets | 14    |
| Carlo Corazzin | Winnipeg Fury      | 8     |
| Geoff Aunger   | London Lasers      | 8     |